# (8262) Carcich
(8262) Carcich est un astéroïde de la ceinture principale.

## Description
(8262) Carcich est un astéroïde de la ceinture principale. Il fut découvert le 14 septembre 1985 à la station Anderson Mesa par Edward L. G. Bowell. Il présente une orbite caractérisée par un demi-grand axe de 2,42 UA, une excentricité de 0,21 et une inclinaison de 1,0° par rapport à l'écliptique.

## Compléments